# Äquivalente Sandrauigkeit
Die äquivalente Sandrauigkeit oder äquivalente Sandrauheit {\displaystyle k_{s}} ist ein Begriff der Strömungslehre. Sie wird verwendet, um verschiedene Oberflächen in ihrer Qualität bezüglich Strömungsvorgängen zu vergleichen.

## Herkunft des Begriffes
Da es problematisch ist, verschiedene Oberflächen wie z. B. in Holzrohren, sauberen Metallrohren und verschmutzten Abflussrohren miteinander zu vergleichen, wurde um 1900 versucht, eine Vergleichsmöglichkeit zu bestimmen.
Dazu mussten Rohre hergestellt werden, die über eine bestimmte Länge eine exakt gleiche und exakt definierbare Oberflächengüte besitzen. Da das Innere eines Rohres nicht ohne weiteres mechanisch bearbeitet werden kann, musste es – um die definierte Oberfläche zu erhalten – beschichtet werden. Die Beschichtung bestand aus gesiebtem Sand, welchem durch seine Korngröße ein bestimmter Rauigkeitswert zugeschrieben werden kann.
Durch umfangreiche Versuche wurden so die Strömungseigenschaften verschiedener beschichteter Rohre ermittelt.

## Bedeutung in der Technik
Die äquivalente Sandrauheit bestimmt zusammen mit dem Rohrdurchmesser D und der Reynoldszahl Re die Rohrreibungszahl {\displaystyle \lambda }:
1. durch Auflösen der universellen Fließformel nach Colebrook und White
2. mit der Formel von Miller für praktische Anwendungsfälle

oder graphisch
1. mit dem Moodydiagramm
2. bequemer und genauer mit den zwei Nomogrammen vom Mock

bei laminarer Strömung ist {\displaystyle \lambda =64/Re}
Auf diese Weise kann mit der empirisch ermittelten Reibungszahl {\displaystyle \lambda } ein Rohr in seiner Durchströmungsqualität mit einem anderen verglichen werden.
In Katalogen ist die äquivalente Sandrauheit verschiedener Rohrtypen aufgelistet. Jedoch unterliegen diese Werte teilweise erheblichen Schwankungen, weshalb bei der Konstruktion eines Rohrsystems ein großzügiger Sicherheitsfaktor notwendig ist.